# Myrica
Myrica és un gènere de plantes amb flors que conté unes 35–50 espècies d'arbrets i arbusts. El gènere té una àmplia distribució, incloent-hi Àfrica, Àsia, Europa, Amèrica del Nord i Amèrica del Sud, manca només a Australàsia. Alguns botànics divideixen aquest gènere en dos basant-se en els aments i els fruits restringeixen Myrica a unes poques espècies adjudicant la resta al gènere Morella.
El nom del gènere prové del grec: μυρικη (myrike), que significa "fragància."

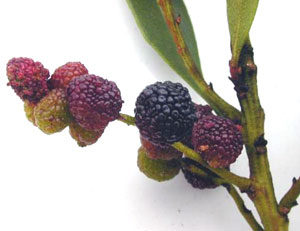
Myrica faya, fruit

L'alçada de les espècies varia des d'1 m a 20 m. La majoria són de fulles persistents. Les seves arrels fan la fixació de nitrogen i per això poden créixer en sòls pobres en nitrogen.
Algunes espècies
- Myrica adenophora
- Myrica californica Cham. i Schltdl.
- Myrica cerifera L.
- Myrica esculenta Buch.-Ham. ex D.Don
- Myrica faya Aiton
- Myrica gale L. o murta de Brabant, única espècie indígena d'Europa
- Myrica hartwegii S.Watson
- Myrica heterophylla Raf.
- Myrica holdrigeana Lundell
- Myrica inodora –
- Myrica integra * Myrica nana A.Chev.
- Myrica parvifolia * Myrica pensylvanica Mirb.
- Myrica pilulifera * Myrica pubescens
- Myrica rubra Siebold & Zucc. commercialment anomenat "Yumberry"
- Myrica serrata[5]

Abans catalogades com a Myrica
- Comptonia peregrina (L.) J.M.Coult. (com M. aspleniifolia L.)
- Nageia nagi (Thunb.) Kuntze (com M. nagi Thunb.)
- Sapium luzonicum (S.Vidal) Merr. (com M. luzonica S.Vidal)[5]